# Coppa America 2008 (hockey su pista)
La Copa America 2008 è stata la 20ª edizione, la 2ª con tale denominazione, del torneo di hockey su pista per squadre nazionali maschili sudamericane. Il torneo si è svolto in Argentina a Buenos Aires dal 14 al 15 luglio 2008.
A vincere il torneo fu l'Argentina per la tredicesima volta nella sua storia sconfiggendo in finale la Catalogna.

## Formula
La Copa America 2008 fu disputata da cinque selezioni nazionali più una squadra rappresentante la città di Buenos Aires, in sostituzione del Paraguay, che disputò la competizione fuori classifica. Fu invitata al torneo, per il secondo anno consecutivo, la selezione della Catalogna.
La formula della competizione fu divisa in due fasi. Nella prima fase le compagini partecipanti disputarono un girone all'italiana con gare di sola andata. Vennero attribuiti tre punti per l'incontro vinto, uno per l'incontro pareggiato e zero in caso di sconfitta. Dopo la prima fase le prime quattro squadre classificate disputarono le semifinali e la finale; la squadra vincitrice della finale venne proclamata campione.

## Squadre partecipanti
| Pr. | Squadra           | Partecipazioni precedenti al torneo                                                                              |
| --- | ----------------- | --- |
| 1   | Argentina         | 1956, 1959, 1963, 1966, 1967, 1969, 1971, 1973, 1975, 1977, 1979, 1981, 1984, 1985, 1987, 1990, 2004, 2007       |
| 2   | Brasile           | 1954, 1956, 1959, 1966, 1967, 1969, 1971, 1973, 1975, 1977, 1979, 1981, 1984, 1985, 1987, 1990, 2004, 2007       |
| 3   | Catalogna         | 2007 |
| 4   | Cile              | 1954, 1956, 1959, 1963, 1966, 1967, 1969, 1971, 1973, 1975, 1977, 1979, 1981, 1984, 1985, 1987, 1990, 2004, 2007 |
| 5   | Uruguay           | 1954, 1956, 1959, 1963, 1967, 1969, 1971, 1973, 1981, 1984, 1985, 2004                                           |
| 6   | Selección Porteña | Esordiente |

Nota bene: nella sezione "partecipazioni precedenti al torneo" le date in grassetto indicano la squadra che ha vinto quell'edizione del torneo

## Svolgimento del torneo

### Prima fase

#### Classifica finale
| Pos. | Squadra           | Pt | G | V | N | P | GF | GS | DR  |
| ---- | ----------------- | -- | - | - | - | - | -- | -- | --- |
| 1.   | Catalogna         | 12 | 4 | 4 | 0 | 0 | 26 | 4  | +22 |
| 2.   | Argentina         | 9  | 4 | 3 | 0 | 1 | 34 | 6  | +28 |
| 3.   | Cile              | 6  | 4 | 2 | 0 | 2 | 12 | 17 | -5  |
| 4.   | Brasile           | 3  | 4 | 1 | 0 | 3 | 5  | 23 | -18 |
| 5.   | Uruguay           | 0  | 4 | 0 | 0 | 4 | 4  | 32 | -28 |
| 6.   | Selección Porteña | -  | - | - | - | - | -  | -  | -   |

#### Risultati
| Buenos Aires 14 luglio 2008, ore 17:30 UTC-3 1ª giornata | Brasile | 3 – 5 | Selección Porteña |  |

| Buenos Aires 14 luglio 2008, ore 19:30 UTC-3 1ª giornata | Catalogna | 8 – 1 | Cile |  |

| Buenos Aires 14 luglio 2008, ore 21:00 UTC-3 1ª giornata | Argentina | 14 – 1 | Uruguay |  |

| Buenos Aires 15 luglio 2008, ore 18:00 UTC-3 2ª giornata | Cile | 7 – 2 | Uruguay |  |

| Buenos Aires 15 luglio 2008, ore 19:30 UTC-3 2ª giornata | Catalogna | 6 – 3 | Selección Porteña |  |

| Buenos Aires 15 luglio 2008, ore 21:00 UTC-3 2ª giornata | Argentina | 11 – 0 | Brasile |  |

| Buenos Aires 16 luglio 2008, ore 9:30 UTC-3 3ª giornata | Uruguay | 2 – 3 | Selección Porteña |  |

| Buenos Aires 16 luglio 2008, ore 11:30 UTC-3 3ª giornata | Brasile | 0 – 8 | Catalogna |  |

| Buenos Aires 16 luglio 2008, ore 12:30 UTC-3 3ª giornata | Argentina | 6 – 1 | Cile |  |

| Buenos Aires 16 luglio 2008, ore 18:00 UTC-3 4ª giornata | Brasile | 4 – 1 | Uruguay |  |

| Buenos Aires 16 luglio 2008, ore 19:30 UTC-3 1ª giornata | Cile | 1 – 1 | Selección Porteña |  |

| Buenos Aires 16 luglio 2008, ore 21:00 UTC-3 4ª giornata | Argentina | 3 – 4 | Catalogna |  |

| Buenos Aires 17 luglio 2008, ore 18:00 UTC-3 5ª giornata | Catalogna | 6 – 0 | Uruguay |  |

| Buenos Aires 17 luglio 2008, ore 19:30 UTC-3 5ª giornata | Brasile | 1 – 3 | Cile |  |

| Buenos Aires 17 luglio 2008, ore 17:30 UTC-3 1ª giornata | Argentina | 6 – 0 | Selección Porteña |  |

### Fase finale
|  | Semifinali | Semifinali | Semifinali |           |           | Finale          | Finale          | Finale          |  |
|  |            |            |            |           |           |                 |                 |                 |  |
|  | 1          | Catalogna  | 4          |           |           |                 |                 |                 |  |
|  | 1          | Catalogna  | 4          |           |           |                 |                 |                 |  |
|  | 4          | Brasile    | 2          |           |           |                 |                 |                 |  |
|  | 4          | Brasile    | 2          |           | Catalogna | Catalogna       | 3               |                 |  |
|  |            |            |            |           | Catalogna | Catalogna       | 3               |                 |  |
|  |            |            | Argentina  | Argentina | 4         |                 |                 |                 |  |
|  | 2          | Argentina  | Argentina  | Argentina | 4         | 3               |                 |                 |  |
|  | 2          | Argentina  |            |           |           | 3               |                 |                 |  |
|  | 3          | Cile       | 1          |           |           | Finale 3º posto | Finale 3º posto | Finale 3º posto |  |
|  | 3          | Cile       | 1          |           |           |                 |                 |                 |  |
|  |            |            |            |           |           |                 |                 |                 |  |
|  |            |            |            |           |           | Brasile         | Brasile         | 1               |  |
|  |            |            |            |           |           | Brasile         | Brasile         | 1               |  |
|  |            |            |            |           |           | Cile            | Cile            | 5               |  |

|  | Finale 5º posto |                   |   |  |
|  |                 |                   |   |  |
|  | 5               | Uruguay           | 1 |  |
|  | 6               | Selección Porteña | 0 |  |